# Globidrillia hemphillii
Globidrillia hemphillii is een slakkensoort uit de familie van de Drilliidae. De wetenschappelijke naam van de soort is voor het eerst geldig gepubliceerd in 1871 door Stearns.